# Kostel Nanebevzetí Panny Marie (Moravský Beroun)
Farní kostel Nanebevzetí Panny Marie v Moravském Berouně je trojlodní halová stavba přechodného slohu s prodlouženým kněžištěm a závěrem. V koutě mezi severní lodí a kněžištěm stojí hranolová věž s vnějším válcovým schodištěm. Mezi opěráky kněžiště v ose kostela je grotta s Kristem v Getsemanské zahradě z roku 1750. Vnitřní zařízení kostela pochází z 18. a 19. století, kamenná křtitelnice je z konce 17. století a zvon na věži je z roku 1584 a pochází ze zaniklé vesnice Jestřebí.

## Historie
Kostel dal postavit v letech 1607-1610 kníže Karel z Münsterbergu jako evangelický luterský kostel Nejsvětější Trojice. Díky tomu se zachovaly původní empory, tedy tribunové vybavení, velmi časté u protestantských kostelů. Pravděpodobně při opravě kostela a jeho rekatolizaci roku 1672 bylo zasvěcení změněno na současné Nanebevzetí Panny Marie. Kostel byl opravován po požárech v roce 1744 a 1799. Při opravě 11. října 1960 kostelní báně byla otevřena makovice, z níž bylo vyjmuto velké válcové pouzdro, obsahující pět rukopisných celků z let 1610, 1672, 1751,1848 a 1922, postihujících časové období přes 350 let. Mezi dokumenty byl přehled správců  moravskoberounské fary od roku 1571, byly zde potravinové lístky z přelomu let 1919/1920, náboj do pušky z 1. světové války, tři mince z přelomu 19. a 20. století a propagační plakát vyzývající k účasti na oslavách svěcení zvonů 15. srpna 1922. Poslední opravář Karel Zimmer pak vložil do pouzdra krabičku s jedinou cigaretou s přáním „pro toho, kdo další válec otevře“. Účastníci pamětihodné události:
Pracovníci komunálních služeb Miroslav Pálka, Štefan Csőgör, předseda MNV Lubomír Drápal, farář Alois Mazánek, pracovník Vlastivědného ústavu v Bruntále, redaktorka Květa Javorská, kronikář Josef Kalva a kulturní referent ONV Bruntál J. Piňos.   